# Мичківці
Мичківці (пол. Myczkowce) — лемківське село в Польщі, у гміні Солина Ліського повіту Підкарпатського воєводства, на прадавніх етнічних українських територіях.
Населення — 495 осіб (2011).

## Історія
Село належить до давніх бескидських сіл часів Галицького князівства і вперше в документах зустрічається в 1376 році як власність якогось Олеська. В 1479 р. в селі задокументовано панський двір, фільварок і млин. У 1531 р. село було на волоському праві.
У 1858 р. споруджена на знак знесення панщини мурована греко-католицька капличка, яку знищено поляками після Другої світової війни.
У 1885 р. у дворі поміщика Віктора Злоцького проживали 33 особи, а в решті села — 465. Серед 498 мешканців села було 156 римо-католиків, 291 греко-католик і 51 юдей.
У 1923 р. розпочато будівництво дамби водосховища і штольні гідроелектростанції до Здвиженя, однак при прокладенні штолень допущена помилка і вони не зійшлися, кошти скінчились і ГЕС не добудована.
На 01.01.1939 у селі було 840 жителів, з них 450 українців, 350 поляків і 40 євреїв. Село належало до Ліського повіту Львівського воєводства. У середині вересня 1939 року німці окупували село, однак уже 26 вересня 1939 року мусіли відступити з правобережної частини Сяну, оскільки за пактом Ріббентропа-Молотова вона належала до радянської зони впливу. 27.11.1939 постановою Президії Верховної Ради УРСР село в ході утворення Дрогобицької області включене до неї. Територія ввійшла до складу утвореного 17.01.1940 Ліськівського району (районний центр — Лісько). В селі було зведено залізобетонного дота у складі лінії Молотова. Наприкінці червня 1941, з початком Радянсько-німецької війни, територія знову була окупована німцями. 17 вересня 1944 року радянські війська знову оволоділи територією села. В березні 1945 року територія віддана Польщі.
3 жовтня 1945 р. відбувся бій УПА з відділком польської міліції в селі — загинуло 11 поляків.
Село було місцем постою сотні УПА Хріна і провідника ОУН надрайону «Верховина» «Христі» під час Великодніх свят 1946 р.
У 1947 р. внаслідок бою поляків з УПА згорів фільварок.
В 1945–1947 році більшість українського населення було насильно переселене до СРСР, а в 1947 році решту українців (157 осіб) піддано етноциду під назвою Операція «Вісла» — ув'язненню до концтабору Явожно і численних тюрем та депортації на понімецькі землі Польщі.
У 1956 р. відновлено будівництво ГЕС і в 1961 р. запущена гідроелектростанція у Здвижені, вода на яку подається 300-метровим тунелем з водосховища.
У 1975-1998 роках село належало до Кросненського воєводства.

### Церква
Вперше церква в селі згадується в 1530 році.
У 1910-1914 рр. замість дерев’яної церкви, збудованої у 1815 році, зведена мурована церква, яка була філіяльною і належала до парафії Бібрка Ліського деканату Перемиської єпархії. Після депортації українців використовувалась під склад, а з 1979 р. — як костел.

## Демографія
Демографічна структура станом на 31 березня 2011 року:
|          | Загалом | Допрацездатний вік | Працездатний вік | Постпрацездатний вік |
| -------- | ------- | ------------------ | ---------------- | -------------------- |
| Чоловіки | 243     | 45                 | 161              | 37                   |
| Жінки    | 252     | 36                 | 155              | 61                   |
| Разом    | 495     | 81                 | 316              | 98                   |